# Pamuk
Pamuk è un comune dell'Ungheria di 253 abitanti (dati 2007) situata nella contea di Somogy, nell'Ungheria centro-occidentale.